# Todos contra Juan
Todos contra Juan es una comedia argentina creada, escrita y dirigida por Gabriel Nesci, y producida por Rosstoc y Farfán Televisión para Fox Television Studios; emitida en forma de unitario por América TV desde el martes 7 de octubre hasta el 30 de diciembre de 2008 a las 22:30 (UTC-3). La historia está protagonizada por los actores Gastón Pauls, Sebastián de Caro y Mercedes Oviedo.
La serie se preestrenó el 30 de septiembre de 2008 en su perfil de MySpace.
La historia trata la vida de Juan Perugia, quien fue muy famoso durante su adolescencia por participar en la telenovela juvenil más exitosa en la década de 1990. Sin embargo, un misterioso hecho hizo que se alejara bruscamente de los medios de comunicación. Quince años después, Juan intentará retomar su exitosa carrera, de la mano de sus amigos y personalidades famosas, a los cuales les pedirá ayuda para ascender, entre reconocidos actores y personalidades de la farándula argentina e internacional.

## Creación
En 2005 Gabriel Nesci, director y guionista, comienza a concretar finalmente la idea principal de la serie. Ese mismo año, una vez afianzado el proyecto, realiza el piloto de Todos contra Juan en asociación con la productora Farfán Televisión. En un principio, el protagonista, Juan Perugia, iba a ser encarnado por el actor uruguayo Daniel Hendler; Luz Aguilera, por Eugenia Tobal; mientras que Pauls solo realizaría una participación especial durante el primer capítulo, actuando de sí mismo.
Sin embargo, tanto Daniel Hendler como Eugenia Tobal debían cumplir otros compromisos laborales, con lo que Gastón Pauls, además de productor, también pasaría a encarnar al personaje principal de la serie.

### Cambio de canal
Originalmente, Todos contra Juan iba a emitirse por el canal Telefe. Sin embargo, eso no sucedió, ya que esa emisora no le había cedido el lugar pautado en la programación por cuestiones de audiencia. Por este motivo, la productora se vio obligada a buscar otro canal para emitirla. La serie obligatoriamente debía emitirse antes de 2009 para no producir pérdidas financieras que podrían implicar un posible estreno postergado. Es así como el canal América le garantizó a Rosstoc la puesta al aire en tiempo y forma antes del final del año y además la posibilidad de continuar el año próximo emitiendo otros productos de la empresa.
Telefe ya había emitido durante varias semanas comerciales y promociones de Todos contra Juan, con la inscripción de «muy pronto».
En septiembre de 2008, se anunció formalmente que la comedia se emitiría en la señal de América TV.

## Sinopsis
Juan Perugia (Gastón Pauls) es un actor y profesor de teatro de unos 35 años que vive con sus padres, Marta (Henny Trayles) y Enzo (Oscar Núñez). Posee un grupo cerrado de amigos íntimos: Tony (Sebastián De Caro), dueño de un local de objetos de colección, y Luz (Mercedes Oviedo), una fotógrafa profesional de la que Juan está enamorado.
Tras 15 años de inactividad en el ambiente actoral televisivo, Juan intenta retomar en muchísimas ocasiones su carrera laboral que con tanto éxito emprendió en el año 1993, siendo el protagonista de la telenovela juvenil titulada La vida es un juego, junto a Julieta Díaz, Julián Weich, Cecilia Dopazo y Esteban Prol, interpretando el personaje de «Paco». Tiene además un representante artístico, Guillermo (Alfredo Castellani) que hace exactamente lo opuesto a promocionarlo.

## Elenco
- Gastón Pauls - Juan Perugia
- Sebastián de Caro - Tony Forcelli
- Mercedes Oviedo - Luz Aguilera
- Henny Trayles - Marta Perugia
- Oscar Núñez - Enzo Perugia
- Ezequiel Campa - Ulises
- Alfredo Castellani - Guillermo
- Ricky Alello - Lucas
- Irene Almus - Gladys
- Emilio Urdapilleta - Tio Anibal

## Producción

### Paralelismos con la realidad
Todos contra Juan es considerado como una especie de parodia de lo que pudiese haber ocurrido si luego de la emisión de la telenovela juvenil de los años 1990 Montaña rusa, Gastón Pauls (uno de los actores protagonistas de ese programa) hubiera caído en el anonimato total. Con esto se puede comprobar una especie de paralelismo entre realidad y ficción, siendo Juan Perugia quien representaría al propio Pauls y «La vida es un juego» a «Montaña rusa», además de la clara similitud entre ambos nombres.
Otro tipo de paralelismo con la realidad se da en un capítulo en el cual aparece Benicio del Toro. En el mismo, Juan hizo un casting junto a ese actor para interpretar a Fidel Castro en la versión holliwoodense del Che Guevara, haciendo clara alusión al papel que tuvo Gastón Pauls en la segunda parte de esa película.
También, el autor aprovecha la ridiculez de algunos personajes para sumarle ciertas situaciones a la trama, en el estilo de las sitcom estadounidenses Seinfeld y The Office.
Algunos fans acérrimos de la serie sostienen que la misma aguarda un profundo mensaje sobre la vida misma y sus indescifrables porvenires, pudiendo establecer lazos de significado entre elementos que a primera vista parecen inconexos.

### Participaciones especiales (como ellos mismos)
Los personajes de actores famosos a los que recurre Juan en su busca de éxito están interpretados por ellos mismos, aunque caricaturizándose e inventando ciertos rasgos negativos propios. Otros son personalidades famosas que realizan cameos a lo largo de la serie. Ellos son:
- Mariano Martínez
- Cecilia Dopazo
- Esteban Prol
- Osvaldo Laport
- Sebastián Estevanez
- Guillermo Blanc
- Pablo Echarri
- Nancy Dupláa
- Julieta Díaz
- Julián Weich
- Gustavo Garzón
- Guillermo Guido
- Malena Solda
- Jorge Rossi
- Chiche Gelblung
- Cacho Rubio
- Gerardo Rozín
- Claudio Villarruel
- Luis Ventura
- Facha Martel
- Eric Grimberg
- Gabriel Goity
- Omar Lefosse
- Brian Caruso
- Brenda Gandini
- Agustina Córdova
- Eliana Guercio
- Daniel Fanego
- Luis Luque
- Alejandro Fiore
- Georgina Barbarossa
- Fierita
- Silvina Luna
- Carlos Portaluppi
- Emilio Disi
- Pablo Rago
- Fernán Mirás
- Viviana Saccone
- Fabián Mazzei
- Antonio Grimau
- Carolina Peleritti
- Mirta Busnelli
- Benicio del Toro
- Fabián Gianola
- Roberto Carnaghi
- Agustina Cherri
- Axel Pauls
- Marina Guerrero
- Nicolás Pauls
- Jero Freixas
- Luis Machín
- Arturo Bonín
- Iván Noble
- Germán Kraus
- Marcela Kloosterboer
- Alberto Anchart
- Fabián Vena
- Ricardo Bauleo
- Soledad Fandiño
- Mario Pasik
- Boy Olmi
- José Luis Gioia
- Juanchi Baleirón
- Juan Alberto Badía
- Rodolfo Barili
- Axel Kuschevatzky
- Steve Carell
- Julie Andrews

## Canciones Originales
Todas las canciones originales que se interpretan en ambas temporadas de la serie, fueron compuestas en letra y música por Gabriel Nesci. Ellas son "Me Iluminas", "La Vida Es Un Juego", "Si Tuviera Tu Amor", "Sos La Sota", "Unidos Para Siempre", "Salvemos Al Planeta", "Paco", entre otras.

## Adaptaciones
- Chile En Chile, se creó una versión chilena de Todos contra Juan, esta vez titulada Chico reality, que en el 2013 se grabó y en el 2016 es emitida por la página web del canal Mega y por su canal hermano ETC TV. Está protagonizada por los actores Fernando Godoy, Luciana Echeverría y la cantante D-Niss.

- Italia El formato de la serie ha sido vendido a Fox Italia.[9]

## Segunda temporada
Ya desde el final de la primera temporada, a fines de 2008, se comenzó a especular sobre una posible segunda parte de la serie. Finalmente, luego de 1 año de rumores de parte de algunos periodistas y medios, se anunció oficialmente en la fiesta de fin de año 2009 de Telefe la realización y la preproducción de Todos contra Juan 2, a emitirse por ese canal a partir de marzo o abril de 2010, tal como se tenía previsto originalmente. Las razones por el nuevo cambio de canal emisor sería la falta de presupuesto de América TV.

## Premios y nominaciones
| Premio                | Edición    | Fecha de la ceremonia    | Categoría                                    | Ganador y/o nominado | Resultado |
| --------------------- | ---------- | ------------------------ | -------------------------------------------- | -------------------- | --------- |
| Premios Martín Fierro | 2008, 38.ª | 19 de agosto de 2009     | Mejor unitario y/o miniserie                 | Todos contra Juan    | Ganador   |
| Premios Martín Fierro | 2008, 38.ª | 19 de agosto de 2009     | Actor protagonista de unitario y/o miniserie | Gastón Pauls         | Ganador   |
| Premios Martín Fierro | 2008, 38.ª | 19 de agosto de 2009     | Participación especial en ficción            | Mirta Busnelli       | Nominada  |
| Premios Martín Fierro | 2008, 38.ª | 19 de agosto de 2009     | Mejor autor/libretista                       | Gabriel Nesci        | Nominado  |
| Premio FUND TV        | 2009, 16.ª | 21 de septiembre de 2009 | Ficción unitaria                             | Todos contra Juan    | Ganador   |
| Premios Clarín        | 2009, 12.ª | 30 de noviembre de 2009  | Ficción unitaria                             | Todos contra Juan    | Nominado  |
| Premios Clarín        | 2009, 12.ª | 30 de noviembre de 2009  | Revelación femenina en TV                    | Mercedes Oviedo      | Nominada  |
| Premios Clarín        | 2009, 12.ª | 30 de noviembre de 2009  | Musicalización                               | Todos contra Juan    | Nominado  |